# Тиндарей
Тиндарей (др.-греч. Τυνδάρεος, ион.-атт. Τυνδάρεως) — персонаж греческой мифологии, царь Спарты, муж Леды, которая от него родила Клитемнестру и Кастора, а от Зевса — Елену и Полидевка.

## В мифологии
Тиндарей принадлежал к спартанскому царскому роду. Его отцом был Периер либо сын Периера Эбал — прямой потомок Лакедемона, сына Зевса и первого царя Спарты. По альтернативной версии, Периер был сыном Эола и царём Мессении. Через жену Периера Горгофону (мать или бабку) Тиндарей происходил от Персея, а в случае отцовства Эбала его матерью была дриада Батия. Источники называют братьев Тиндарея: Афарея, Левкиппа, Икария, Гиппокоонта. Последний по одной из версий мифа приходился ему единокровным братом, будучи старшим внебрачным сыном Эбала.
После смерти отца Тиндарею пришлось покинуть родину. Захвативший власть Гиппокоонт изгнал его вместе с Икарием (по альтернативной версии, Икарий поддержал Гиппокоонта, и изгнан был только Тиндарей), так что герой отправился на северо-запад Греции, в Акарнанию. Двое братьев возглавили группу спартанских колонистов и помогли царю Этолии Фестию в его войне с соседними племенами. Фестий расширил свои владения за реку Ахелой. Часть завоёванных земель он по предварительной договорённости отдал союзникам, а за Тиндарея выдал свою дочь Леду. Позже Гиппокоонт был убит Гераклом, и Тиндарей вернулся на родину, где получил от Геракла царскую власть. По альтернативным версиям, во время изгнания Тиндарей жил в Мессении, в Фаламах, или в городе Пеллана в Лаконике. По заявлению Гераклидов, Тиндарей отдал землю Гераклу, а тот отдал страну на сохранение Тиндарею.
Дети Тиндарея и Леды: Тимандра, Клитемнестра, Филоноя, Кастор (Полидевка и Елену Леда родила от Зевса). По совету Одиссея Тиндарей отдал на усмотрение Елены выбор ею жениха, и она возложила венок на Менелая. Тиндарей приносил в жертву коня и брал клятву с женихов Елены, заставляя их стоять на разрезанных частях жертвенного животного. «Могильный памятник коня» показывали около Спарты.
Однажды забыл совершить жертву Афродите, и та обрекла его дочерей на многомужие. Начал строить храм Афины Полиухос (Градопокровительницы), или Меднодомной, но не завершил. Вернул Агамемнону власть в Микенах, изгнав Фиеста. Уступил власть в Спарте Менелаю, либо умер и оставил власть Менелаю. Воскрешён Асклепием (согласно Паниасиду). По некоторым источникам, привлёк к суду Ореста за убийство матери, Клитемнестры, и Орест был изгнан.
Могильный памятник у храма Зевса Космета в Спарте. Действующее лицо трагедии Софокла «Тиндарей» (фр. 646—647 Радт), трагедии Еврипида «Орест», трагедии Никомаха «Тиндарей».